# Bataille de Ménaka (janvier 2012)
Pour les articles homonymes, voir Bataille de Ménaka.
Guerre du Mali
Batailles
La première bataille de Ménaka est une attaque menée le 17 janvier 2012 par des groupes armés du Mouvement national pour la libération de l'Azawad (MNLA) et marque le début de la rébellion touarègue de 2012. C'est la première d'une série de batailles qui ont pour objectif de déloger l'armée malienne de plusieurs villes du Nord.

## Déroulement
Les communications téléphoniques sont coupées puis l'attaque contre les casernements de l'armée malienne à Ménaka est lancée à 6 h du matin (heure locale). 
Les forces du MNLA commandée par Assalat Ag Habi prennent d'assaut la caserne de l'armée malienne, puis attaquent le camp de la garde nationale. Ils sont sur le point de s'en emparer lorsqu'un hélicoptère malien intervient et les force à se replier.
Les rebelles investissent un moment la ville avant de se replier « pour éviter de tuer de civils » selon un porte-parole touareg. En effet, l'armée malienne riposte et parvient à mettre en déroute les « bandits armés », soutenue par un hélicoptère qui bombarde les positions ennemies. Plusieurs véhicules sont détruits et quatre rebelles, dont certains sont légèrement blessés, sont faits prisonniers par l'armée lors de la riposte. En fin d'après midi, les tirs ont cessé et une partie de la liaison téléphonique est rétablie.

## Bilan
Les Maliens affirment avoir repoussé l'attaque, les assaillants ont plusieurs tués et quelques blessés selon le porte-parole du ministère malien de la Défense, le colonel Idrissa Traoré. L'armée malienne déclare un mort dans ses rangs, mais aucune perte matérielle.
Dans son communiqué officiel publié le 22 janvier, le MNLA déclare que ses pertes ne sont que de 4 blessés. Il estime les pertes maliennes à 2 soldats tués et 13 autres blessés, ainsi que deux avions détruits. De plus les indépendantistes affirment que « 3 officiers et plusieurs soldats en renfort de l’armée malienne ont déserté pour rejoindre le MNLA avec 30 véhicules militaires » et que « Suite à ces défections, l’armée malienne a égorgé trois de ses soldats originaires de l’Azawad. »
Le soir 17 janvier, les deux camps revendiquent la victoire et affirment contrôler Ménaka et ses deux camps militaires,. Selon Toumast Press, le soir des combats la ville est contrôlée par le MNLA tandis que l'armée malienne occupe toujours le camp militaire. Mais par la suite, 200 soldats désertent avec leurs véhicules et le MNLA occupe complètement Ménaka. La ville est reprise par un groupement tactique du 33e régiment parachutiste le 19 janvier, et tenue jusqu'au 3 février.